# UFC Fight Night: Henderson vs. dos Anjos
UFC Fight Night: Henderson vs. dos Anjos è stato un evento di arti marziali miste tenuto dalla Ultimate Fighting Championship il 23 agosto 2014 al BOK Center di Tulsa, Stati Uniti.

## Retroscena
Questo è il secondo evento organizzato dalla UFC a Tulsa; il primo fu ad UFC 4, quasi 20 anni fa.
Dopo la cancellazione dell'evento UFC 176, i match Beneil Dariush vs. Tony Martin, James Vick vs. Valmir Lazaro e Matt Dwyer vs. Alex Garcia vennero spostati per questo evento.

## Risultati
|                  | Divisione       |                  |                 |                  | Metodo                                  | Round           | Tempo           | Premio          |
| Card principale  | Card principale | Card principale  | Card principale | Card principale  | Card principale                         | Card principale | Card principale | Card principale |
| ---------------- | --------------- | ---------------- | --------------- | ---------------- | --------------------------------------- | --------------- | --------------- | --------------- |
|                  | Pesi Leggeri    | Rafael dos Anjos | batte           | Benson Henderson | KO (pugni)                              | 1               | 2:31            | POTN            |
|                  | Pesi Welter     | Jordan Mein      | batte           | Mike Pyle        | KO Tecnico (pugni)                      | 1               | 1:12            | POTN            |
|                  | Pesi Medi       | Thales Leites    | batte           | Francis Carmont  | KO (pugni)                              | 2               | 0:20            | POTN            |
|                  | Pesi Paglia     | Max Holloway     | batte           | Clay Collard     | KO Tecnico (pugni)                      | 3               | 3:47            |                 |
|                  | Pesi Leggeri    | James Vick       | batte           | Valmir Lazaro    | Decisione unanime (29-28, 30-27, 29-28) | 3               | 5:00            |                 |
|                  | Pesi Piuma      | Chas Skelly      | batte           | Tom Niinimäki    | Sottomissione (rear-naked choke)        | 1               | 2:35            |                 |
| Card preliminare |                 |                  |                 |                  |                                         |                 |                 |                 |
|                  | Pesi Welter     | Neil Magny       | batte           | Alex Garcia      | Decisione unanime (29-28, 30-27, 30-27) | 3               | 5:00            |                 |
|                  | Pesi Leggeri    | Beneil Dariush   | batte           | Tony Martin      | Sottomissione (arm-triangle choke)      | 2               | 3:38            |                 |
|                  | Pesi Gallo      | Matt Hobar       | batte           | Aaron Phillips   | Decisione unanime (29-28, 29-28, 29-28) | 3               | 5:00            |                 |
|                  | Pesi Welter     | Ben Saunders     | batte           | Chris Heatherly  | Sottomissione (omoplata)                | 1               | 2:18            | POTN            |
|                  | Pesi Mosca      | Wilson Reis      | batte           | Joby Sanchez     | Decisione unanime (29-28, 29-28, 29-28) | 3               | 5:00            |                 |

## Premi
I lottatori premiati ricevettero un bonus di 50.000 dollari
Legenda:
- POTN: Performance of the Night (viene premiato il vincitore per la migliore performance dell'evento)

## Incontri annullati
|  | Divisione    |               |        |                | Motivo                          |
|  | ------------ | ------------- | ------ | -------------- | ------------------------------- |
|  | Pesi Welter  | Jordan Mein   | contro | Thiago Alves   | Infortunio di Alves             |
|  | Pesi Welter  | Jordan Mein   | contro | Brandon Thatch | Infortunio di Thatch            |
|  | Pesi Welter  | Mike Pyle     | contro | Demian Maia    | Maia subì uno strappo muscolare |
|  | Pesi Welter  | Matt Dwyer    | contro | Alex Garcia    | Dwyer rimosso dalla card        |
|  | Pesi Leggeri | Ernest Chavez | contro | Mirsad Bektić  | Infortunio di Bektic            |
|  | Pesi Leggeri | Mirsad Bektić | contro | Max Holloway   | Bektic rimosso dalla card       |
|  | Pesi Mosca   | Tim Elliott   | contro | Wilson Reis    | Elliott rimosso dalla card      |